# Tantalcarbur
El tantalcarbur és un mineral de la classe dels elements natius. Va ser reanomenat l'any 1966 per Hugo Strunz per la seva composició químicaː tàntal i carboni. Originalment es creia que era tàntal natiu; la composició va ser verificada l'any 1962.

## Classificació
A la classificació de Nickel-Strunz apareix classificat com a metall o aliatge intermetàl·lic i dins d'aquest grup com a carbur (1.BA.20). A la classificació de Dana apareix com a element natiu o aliatge i dins d'aquest grup com a metall (1.1.29.2).

## Característiques
El tantalcarbur és un mineral de fórmula química TaC. Cristal·litza en el sistema isomètric. La seva duresa a l'escala de Mohs és 6 a 7.

## Formació i jaciments
Es va descobrir al placer d'Avrorinskii, als Urals (Rússia). Es troba en placers platinífers.